# IC 342

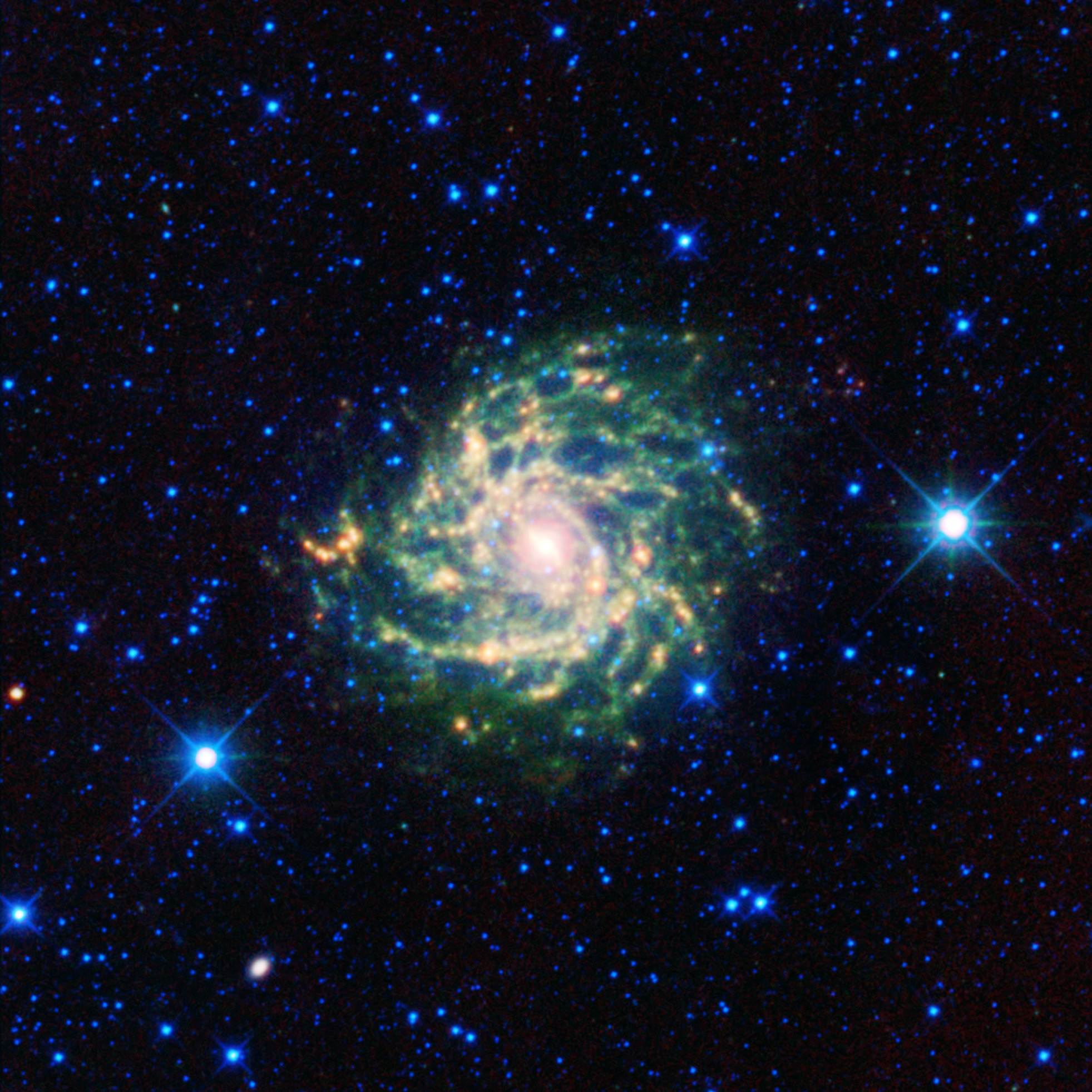
IC 342 (WISE)

IC 342 (nota anche come C 5) è una galassia a spirale intermedia situata nella costellazione della Giraffa. È posta vicino al disco galattico dove l'oscuramento causato dalle polveri ne rende difficile l'osservazione. È la più vicina tra le galassie del suo tipo. Tenuto conto della distanza e dell'estinzione dovuta alle polveri interstellari in direzione del Piano Galattico, IC 342 rivaleggia con la nostra Galassia in luminosità totale, il che suggerisce che il Gruppo Maffei/IC 342, nel suo complesso, potrebbe essere più grande del Gruppo Locale.

## Osservazione
Si presenta in un piccolo telescopio come una macchia chiara grosso modo circolare, in una zona povera di stelle; l'unica stella appariscente è la ι Cassiopeiae, di terza magnitudine, posta circa 8 gradi ad ovest. La galassia è alla portata di strumenti amatoriali, mentre i suoi bracci sono visibili ad ingrandimenti maggiori.

## Storia delle osservazioni
A causa della zona di evitamento galattica, che spingeva gli astronomi a dedicare pochi studi alla distribuzione della galassie, questa galassia fu scoperta solo nel 1895. Inoltre, la galassia si trova lontana dall'eclittica e dunque quella parte di cielo non era studiata per la ricerca di nuove comete.

## Caratteristiche
IC 342 è una delle galassie più brillanti nel gruppo di galassie di Maffei 1, uno dei più vicini al Gruppo Locale, cui appartiene la nostra Via Lattea. La sua distanza è stimata sui 10 milioni di anni luce. La sua forma ricorda bene quella delle galassie M74, nei Pesci e M101, nell'Orsa Maggiore; anche come dimensioni apparenti, si trova tra le due galassie. Il suo nucleo si presenta molto brillante con stelle di grande massa molto giovani, segno che ci fu in passato un fenomeno di starburst; lungo i bracci sono presenti notevoli regioni HII, in cui la formazione stellare è molto intensa.
L'astronomo Edwin Hubble in principio sostenne che appartenesse al Gruppo Locale, mentre in seguito venne l'appartenenza al gruppo di galassie di Maffei 1.
IC 342 presenta un nucleo H II.
Al 2022, ci sono nove piccole galassie ritenute satelliti: NGC 1560,  NGC 1569, KK35, UGCA86, UGCA92, UGCA105, KKH22, Cam A, Cam B. KKH34 (PGC 095594) potrebbe essere un satellite distante.

### Libri
- (EN) Stephen James O'Meara, Deep Sky Companions: The Caldwell Objects, Cambridge University Press, 2003, ISBN 0-521-55332-6.

### Carte celesti
- Tirion, Rappaport, Lovi, Uranometria 2000.0 - Volume I - The Northern Hemisphere to -6°, Richmond, Virginia, USA, Willmann-Bell, inc., 1987, ISBN 0-943396-14-X.
- Tirion, Sinnott, Sky Atlas 2000.0 - Second Edition, Cambridge, USA, Cambridge University Press, 1998, ISBN 0-933346-90-5.
- Tirion, The Cambridge Star Atlas 2000.0, 3ª ed., Cambridge, USA, Cambridge University Press, 2001, ISBN 0-521-80084-6.